# Литовск (Брянская область)
Литовск — село в Стародубском муниципальном округе Брянской области.

## География
Находится в южной части Брянской области на расстоянии приблизительно 15 км по прямой на запад-северо-запад от районного центра города Стародуб.

## История
Упоминалось с первой половины XVII века как владение Островского, затем Абрамовича, Дащенко и других шляхтичей, с 1714 года Голембиовского, позднее Дублянского и др. С XVIII века действовала Покровская церковь (не сохранилась). Входило в Новоместскую сотню Стародубского полка. 
В середине XX века работал колхоз "Октябрьская революция. В 1859 году здесь (село Стародубского уезда Черниговской губернии) было учтено 29 дворов, в 1892 — 38. В середине XX века работал колхоз «Красные Вишеньки». До 2020 года входило в состав Запольскохалеевичского сельского поселения Стародубского района до их упразднения.

## Население
Численность населения: 177 человек (1859 год), 324 (1892), 88 человек в 2002 году (русские 100 %), 62 в 2010.